# ميم فيردا
ميم فيردا (بالإنجليزية: Mem Ferda)‏ هو ممثل بريطاني وقبرص، ولد في 30 أكتوبر 1963 بلندن في المملكة المتحدة.

## أعمال

### أفلام
- (1996) إيفيتا[5][6][7]
- (2011) الشيطان المزدوج

## وصلات خارجية
- ميم فيردا على موقع IMDb (الإنجليزية)
- ميم فيردا على موقع ألو سيني (الفرنسية)
- ميم فيردا على موقع أول موفي (الإنجليزية)
- ميم فيردا على موقع قاعدة بيانات الفيلم (الإنجليزية)
- ميم فيردا على موقع كينوبويسك (الروسية)